# OS X El Capitan
OS X El Capitan (version 10.11) est la douzième version majeure du système d'exploitation OS X, utilisé par les Macintosh d'Apple. Il s'agit de la dernière version à porter le nom d'OS X, le système d'exploitation étant rebaptisé MacOS en 2016. OS X El Capitan est annoncé officiellement le 8 juin 2015 lors de la WWDC 2015. Cette version d'OS X se concentre principalement sur l'amélioration de l'expérience utilisateur ainsi que les performances. Le nom d'El Capitan vient d'une formation rocheuse verticale de 900 m de haut située dans la vallée de Yosemite aux États-Unis, connue dans le monde de l'escalade. Ce nom fait le lien avec la précédente version du système, qui s'appelait OS X Yosemite.
La première version bêta d'OS X El Capitan est mise à la disposition des développeurs peu après la WWDC 2015. La première version bêta publique, elle, sort le 9 juillet 2015. Par la suite, plusieurs bêta se succèdent, jusqu'au lancement public qui a lieu le 30 septembre 2015, sous la forme d'une mise à niveau gratuite disponible via le Mac App Store.

## Prérequis système
Tous les modèles de Macintosh compatibles avec les versions Mountain Lion, Mavericks, ou Yosemite d'OS X, sont également compatibles avec El Capitan. Cependant, certaines fonctionnalité d'El Capitan peuvent ne pas fonctionner sur les modèles les plus anciens. Par exemple, Apple note que la nouvelle API Metal est disponible sur « tous les Macs (sortis) depuis 2012 ».
Modèles supportés
Ces modèles peuvent supporter El Capitan, s'ils ont au moins 2 GB de RAM :
- MacBook : (fin 2008 ou plus récent) ;
- MacBook Air : (fin 2008 ou plus récent) ;
- MacBook Pro : (mi 2007 ou plus récent) ;
- Mac mini : (début 2009 ou plus récent) ;
- iMac : (mi 2007 ou plus récent) ;
- Mac Pro : (début 2008 ou plus récent) ;
- Xserve : (début 2009).

Parmi ces ordinateurs, les modèles suivants étaient équipés de 1GB de RAM en option standard sur le modèle de base au moment de leur mise sur le marché. Ils ne peuvent exécuter OS X El Capitan que s'ils ont au moins 2 Go de RAM :
- iMac : mi 2007 - début 2008 ;
- Mac mini : début 2009.

Les modèles suivants sont éligibles pour obtenir les fonctionnalités suivantes : API Métal, AirDrop entre les ordinateurs Mac et les appareils iOS, Instant Hotspot et Handoff, :
- iMac : (fin 2012 ou plus récent) ;
- MacBook : (début 2015 ou plus récent) ;
- MacBook Air : (mi 2012 ou plus récent) ;
- MacBook Pro : (mi 2012 ou plus récent) ;
- Mac mini : (fin 2012 ou plus récent) ;
- Mac Pro : (fin 2013 ou plus récent).

La taille de la mise à niveau varie en fonction de l'ordinateur sur lequel elle est installée. Dans la plupart des cas, elle nécessite environ 6 Go d'espace disque.

## Nouveautés majeures

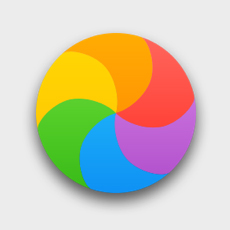
Le « Spinning wait cursor » se dote d’une nouvelle apparence pour El Capitan.

OS X El Capitan inclut des fonctionnalités visant à améliorer la sécurité, les performances, la conception et la convivialité d'OS X. Ainsi, selon les communiqués officiels d'Apple, avec El Capitan, l'ouverture des fichiers PDF est quatre fois plus rapide, l'affichage des messages dans Mail deux fois plus rapides et le lancement des applications est 40% plus rapide par rapport à OS X Yosemite,. La quantité maximale de mémoire pouvant être allouée au processeur graphique est portée de 1 024 Mo à 1 536 Mo sur les Mac équipés  d'un processeur Intel HD 4000. Sur les ordinateurs éligibles, OS X El Capitan prend en charge Metal, l'API graphique d'Apple introduite dans iOS 8 pour accélérer les performances des jeux et des applications professionnelles. La police système Helvetica Neue, inaugurée avec OS X Yosemite est désormais remplacée par une police créée par Apple, nommée San Francisco. Cette police a été conçue pour l'Apple Watch et est maintenant utilisée aussi bien sur cette nouvelle mouture d'OS X que sur iOS 9. OS X El Capitan adopte également LibreSSL en remplacement d'OpenSSL utilisé dans les versions précédentes.
Le curseur d'attente multicolore d'OS X, le « Spinning wait cursor » a été revu à la façon d'une balle de beach-volley, avec des couleurs plus vives et une apparence plus plate.
La barre de menu du système affichée de façon permanente en haut de l'écran peut désormais être masquée depuis les Préférences Système.

### Gestion des fenêtres d'affichage

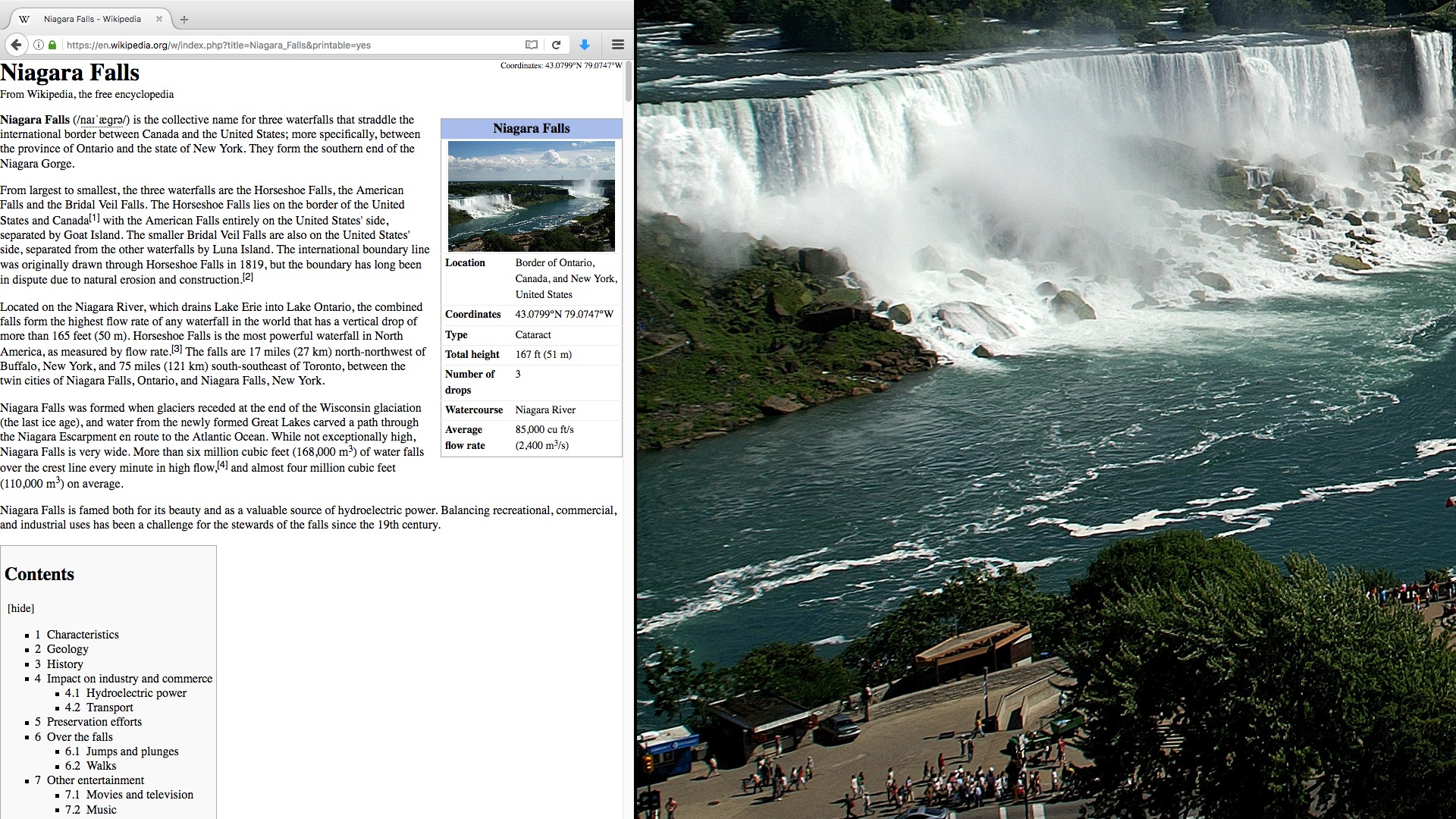
Un exemple d'utilisation de Split View avec OS X El Capitan

Même si les principales améliorations apportées par El Capitan concernent les performances du système, de nouvelles fonctionnalités telles que Split View apparaissent. Split View permet d'afficher et donc de travailler sur deux fenêtres d'applications en même temps et s'active en appuyant sur le bouton vert situé dans le coin supérieur gauche de la fenêtre, ou en utilisant le raccourci clavier Control+Cmd+F, puis en faisant glisser toute autre fenêtre compatible vers l'application qui est en plein écran. Cette fonctionnalité présente des similitudes avec la fonction d'assistance instantanée de Windows 7 (et des versions ultérieures) et de plusieurs environnements de bureau Linux, tels que GNOME. Les fonctionnalités de Split View sont toutefois moindre que celle de ces environnements de bureau. Ce mode peut s'activer avec toutes les applications sous OS X, si elles implémentent la gestion du mode plein écran.
Mission Control, le gestionnaire multi-bureaux d'OS X, fonctionne désormais avec le moteur graphique Metal. L'interface a également été revue et permet d'utiliser la nouvelle fonctionnalité Split View. Il permet également aux utilisateurs de repérer plus facilement le pointeur en l'agrandissant en secouant la souris ou en faisant glisser un doigt d'avant en arrière sur le pavé tactile.

### Applications

#### Messages et Mail
L'application Mail se voit dotée des gestes inaugurés avec iOS 8, comme pour la suppression d'un message, ou pour le noter comme lu/non lu. Plusieurs mails peuvent être rédigés en même temps, à l'aide d'onglets pour chacun. Si l'application est basculée en mode plein écran et que la rédaction d'un message est en cours, c'est cette dernière fenêtre qui restera au premier plan, mais elle peut être glissée vers le bas de l'écran pour naviguer dans l'application. OS X analyse également le contenu des e-mails présents dans Mail et utilise les informations recueillies dans d'autres applications, telles que Calendar. Par exemple, une invitation dans Mail peut être automatiquement ajoutée comme événement Calendar.

#### Maps
Avec El Capitan Apple Plans affiche des informations sur le transport en commun similaires à celles de Maps dans iOS 9. Toutefois, cette fonctionnalité est limitée à une poignée de villes au moment du lancement : Baltimore, Berlin, Chicago, Londres, Los Angeles, Mexico, New York, Paris, Philadelphie, San Francisco, Shanghai, Toronto et Washington.